# Gallaudet Eleven
Gallaudet Eleven (G-11) est le nom d'un groupe de onze sourds du Collège Gallaudet (renommé université en 1986) ayant suivi des tests physiologiques spécifiques pour la National Aeronautics and Space Administration (NASA) au début des années 1960. L'objectif était de mieux comprendre les effets de l'apesanteur prolongée sur le corps humain. Aucun d'entre eux n'a volé dans l'espace.

## Historique

Sceau de la NASA

Drapeau de la NASA

### Contexte: la création de la NASA
En 1956, les États-Unis et l'URSS ont annoncé, chacun de leur côté, qu'ils lanceraient un satellite artificiel dans le cadre des travaux scientifiques prévus pour l'Année géophysique internationale (juillet 1957 — décembre 1958).
Aux États-Unis, le développement du satellite et de son lanceur sont pris en charge par le programme Vanguard, confié à une équipe de l'US Navy, mais le projet, lancé tardivement et trop ambitieux, enchaîne les échecs. Le 4 octobre 1957, l'Union soviétique est le premier pays à placer en orbite le satellite Spoutnik 1. C'est un choc pour l'opinion publique et les responsables américains, jusqu'alors persuadés de leur supériorité technique. L'armée de l'Air et l'Armée de terre américaine ont à cette époque également des programmes spatiaux qui exploitent les travaux réalisés autour des missiles balistiques intercontinentaux : c'est l'équipe de Wernher von Braun, travaillant pour le compte de l'Armée de Terre, qui parvient finalement à lancer le premier satellite américain, Explorer 1, le 1er février 1958 grâce au lanceur Juno I improvisé à partir d'un missile balistique Redstone. Bien que réticent à investir massivement dans le spatial civil, le président américain Dwight D. Eisenhower décide par un décret en date du 29 juillet 1958 (le National Aeronautics and Space Act) la création d'une agence spatiale civile. Celle-ci, baptisée National Aeronautics and Space Administration (NASA), doit fédérer les efforts américains pour mieux contrer les réussites soviétiques : la course à l'espace est lancée.

### Tests humains sur des sourds
Avant que la NASA n'envoie des humains dans l'espace, l'agence devait mieux comprendre les effets de l'apesanteur prolongée sur le corps humain. Ainsi, à la fin des années 1950, la NASA et l'École navale américaine de médecine aéronautique (renommée en 1970 Naval Aerospace Medical Institute) situé sur la base aéronavale de Pensacola ont établi un programme de recherche conjoint pour étudier ces effets. Cette étude de médecine spatiale est conduit par le docteur et capitaine Ashton Graybiel a Pensacola.
Ils recrutent 11 hommes immunisés contre le mal des transports en raison d'une atteinte du système vestibulaire de leur oreille interne, tous sourds et âgés de 25 à 48 ans. Ils sont connus sous le nom de « Gallaudet Eleven » (les Onze de Gallaudet) parce que recrutés à l'Université Gallaudet alors nommé Collège Gallaudet, destinée aux sourds et malentendants.
Dix de ces hommes étaient devenus sourds durant leur enfance à la suite d'une méningite ; l'autre était sourd de naissance.

### Liste des G-11
- Harold Domich
- Robert Greenmun
- Barron Gulak
- Raymond Harper
- Jerald M. Jordan
- Harry Larson
- David Myers
- Donald Peterson
- Raymond Piper
- Alvin Steele
- John Zakutney

Quelques G-11 sont des étudiants et les autres sont des professeurs.

Deux autres sourds ont participé à quelques tests : Pauline Register Hicks et James Bischer. Ils ne font pas partie des G-11.

### Liste des tests

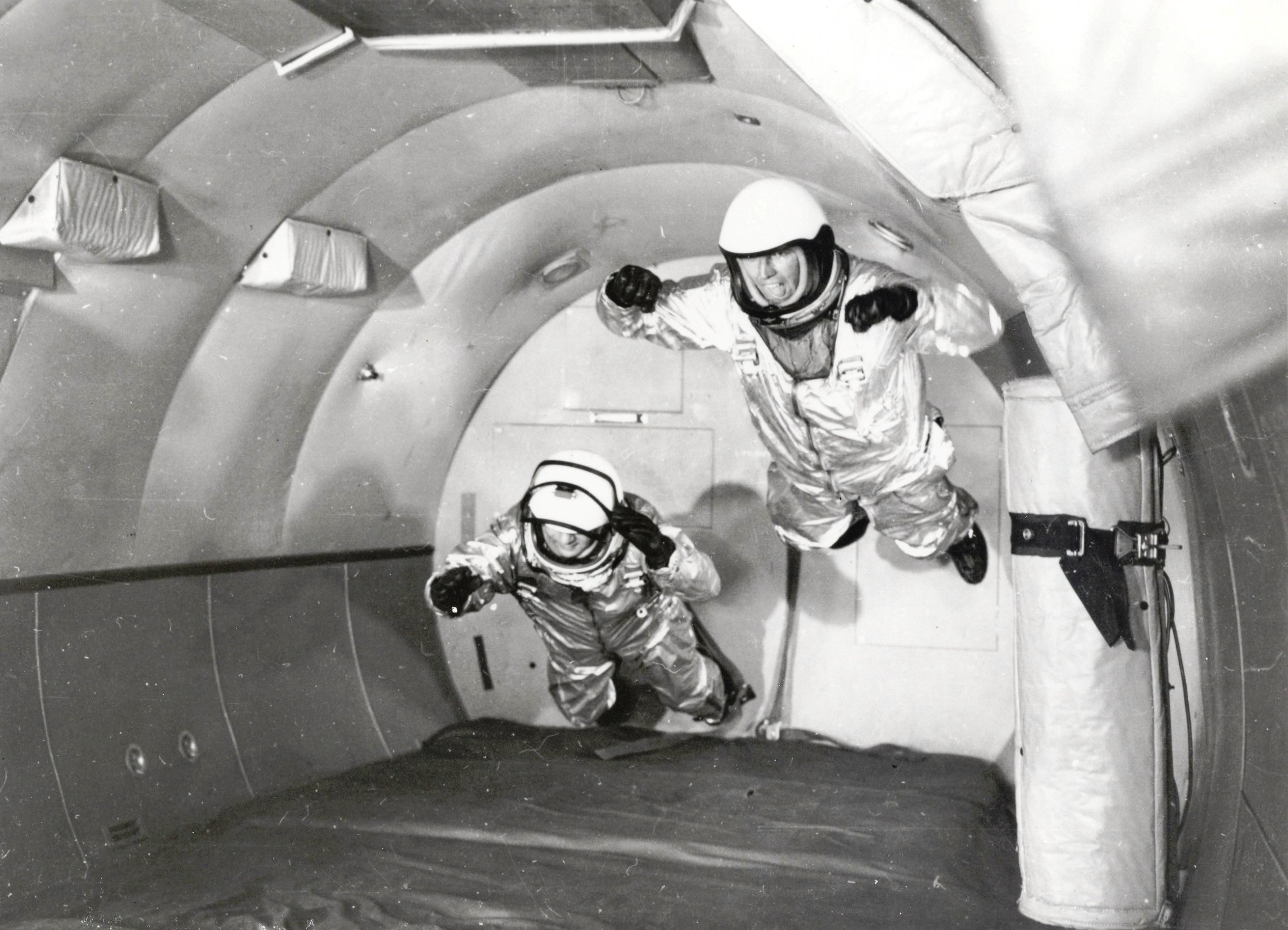
Un des exemples du test de Zéro gravité

- Rotation : quatre personnes passent 12 jours consécutifs dans une salle aménagée (micro-onde, lit, douche, etc.) nommé Pensacola Slow Rotation Room construit dans le laboratoire de physiologie vestibulaire de l'US Navy a Pensacola sous la direction du docteur Ashton Graybiel[6], qui tourne dans un mouvement constant de dix tours par minute[7].
- Apesanteur : une série de vols paraboliques à bord d'un avion à gravité réduite surnommé Vomit Comet[8].
- Centrifugeuse : attaché à un siège de centrifugeuse et rempli d'eau[9].
- Mer agitée : au bord d'un bateau au large des côtes de la Nouvelle-Écosse pour tester la résistance au mal de mer.

### Conclusion des tests

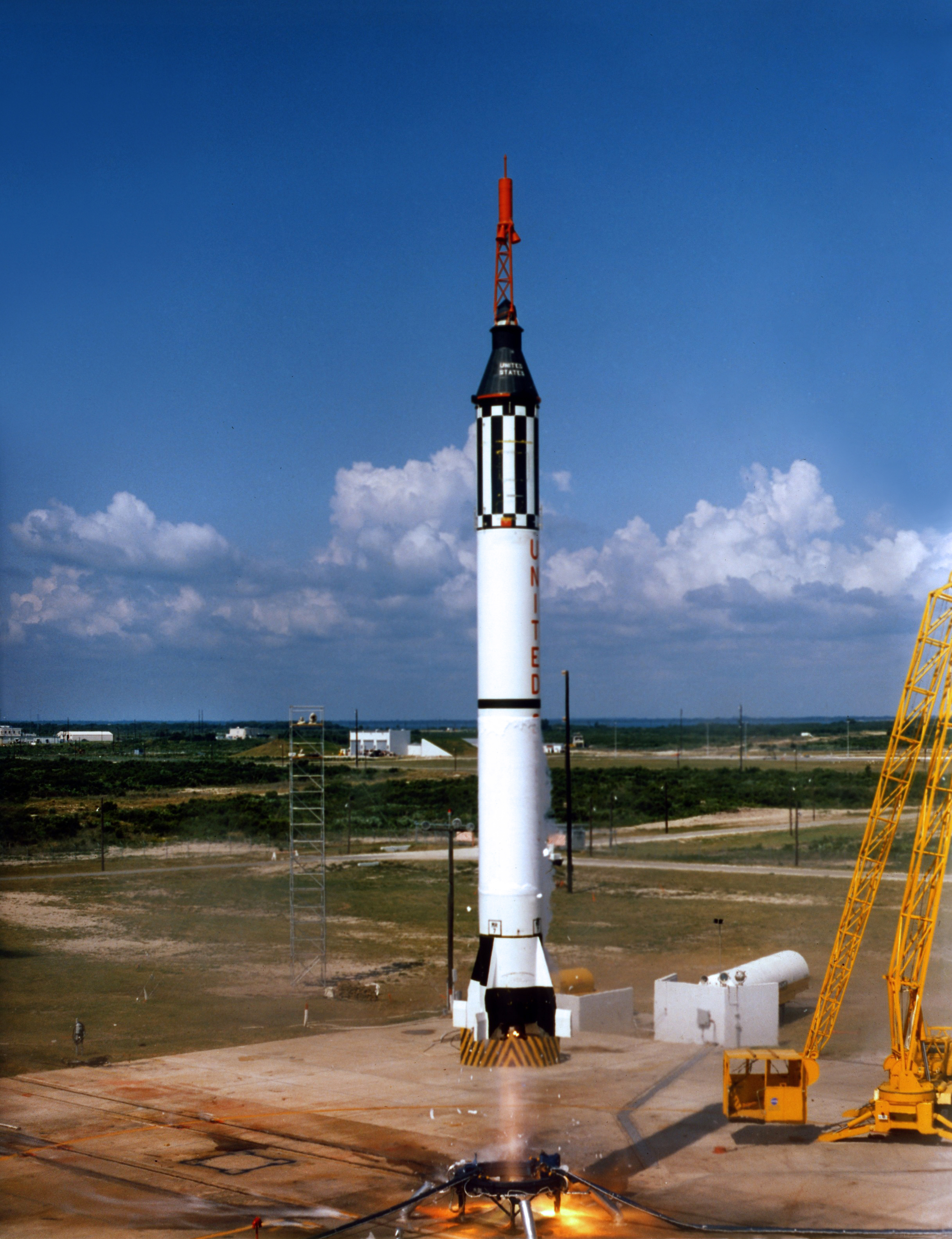
Le programme Mercury premier programme spatial habité de la NASA : lancement de Freedom 7 avec Alan Shepard le 5 mai 1961.

- Test de mer agitée : les sourds jouaient aux cartes avec la compagnie des autres entendants, mais les chercheurs étaient tellement submergés par le mal de mer que l'expérience a dû être annulée. Les Gallaudet Eleven n'ont signalé aucun effet physique indésirable mais ils ont apprécié l'expérience.

Les expériences du Gallaudet Eleven ont apporté une contribution substantielle à la compréhension du mal des transports et à l'adaptation aux vols spatiaux.